# Nicolae Mărăscu
Nicolae Mărăscu (1 de julho de 1898 — c. 1938) foi um jogador de rugby union romeno, medalhista olímpico.

## Carreira
Atuando na posição de centro, ele integrou a equipe da Seleção da Romênia que conquistou a medalha de bronze nos Jogos Olímpicos de Verão de 1924 em Paris. Ele jogou as duas partidas da competição, nas quais os romenos foram derrotados pela França por 61–3 no Stade de Colombes em 4 de maio, e duas semanas depois pelos Estados Unidos por 37–0.
Mărăscu teve cinco partidas internacionais pela recém-chegada Romênia, sem nunca marcar, desde sua primeira partida, em 1919, uma derrota por 48–5 para a França XV, em Paris, pelos Jogos Inter-Aliados, e sua última, em 22 de maio de 1927, em uma vitória por 21–5 sobre a Tchecoslováquia, em Bratislava. Ele jogou na França pelo Stade Français e pelo Olympique Lillois.